# 葛西神社
葛西神社位于日本东京都葛饰区东金町。旧社格是乡社。金町和东金町总共11处总氏神，也是祭杂子发祥的神社。

## 由来
葛西神社创建于元历2年（1185年）的平安时代末期，是当年上下葛西合计三十三乡（现在行政区域：东京都葛饰区，江户川全区，墨田区，江东区，足立区部分区域）的总镇守（管理该区域的所有神社的神社），因葛西三郎清重公的信仰，求取香取神宫分香供奉而来。这个神社所在地处于葛西御厨（制作供品）的神域之内。具体内容出典于《香取文书》中，镰仓时代到室町时代的文献「治承元年丁酉十二月九日，香取造营次第（香取神宫建成），葛西三郎清重」为始的公文中方可知晓。另外,志德4年（1387年）的官符御厨在住的领家关于占部氏的记载在「武藏国猿吳关务事 香取大祢宜长房如先规可令成败云云」中。从来往的人马中征收关税补贴神官之举开始。这就是金町、小鲇（小合）、猿吴（猿町）、饭塚的四乡自古以来21年香取神宫的由来的故事。从上记的事由开始葛西神社（当时称为香取宫）被称为乡内的守护神。之后明治8年被认定为乡社，第二次世界大战之后，废弃了社格制度，宗教法人葛西神社成立。

## 供奉神明
经津主神
经津主神象征佛和双刃剑。有让人自主钻研，心想事成的能力，是葛西神社的主祭神。
日本武神
日本武神是景行天皇的皇子，根据《日本书纪》记载，日本武神的灵魂飞上高空化为白鸟于鸡结缘，是一个有故事的神明。根据葛饰区的乡土资料记载，现东金町原祭祀武神的神社和葛西神社合祭之后，附近的居民养的鸡都在悲鸣。
德川家康尊
江户时代初期，德川家康拜访葛西神社的时候，观赏了代代相传的人偶表演之后十分开心，赠送了100斗米和印章作为奖赏，从此与葛西神社结缘，葛西神社也祭祀着德川家康。现在也作为出人头地，事业有成的象征被世人尊敬。

## 摄末社
以下记载的大部分为境内末社。
严岛神社(祭神 市杵嶋姬神)
净手池里面的末社,由朱鸟居、福神殿、严岛神社组成。
诹访神社
安政5年(1858年)建立。8月1日为祭礼日。建御名方神是大国主尊的御子神,信浓诹访大社的大神。与诹访氏(胜赖)建立关系之后也成为了武田信玄尊敬的神。
稻荷社(祭神 仓稻魂神)
2月初参拜者们前来祈祷,最初是祈求五谷丰登、向当地的农民们表达崇敬之意。
葛西天神社(祭神 菅原道真命)
掌管学问的神,初天神时期希望在春天考学的考生们会前来参拜天神。天神社的参道又被称为飞梅的梅花。
三峯神社(祭神 日本武尊)
祭祀着埼玉里秩父的三峯大神。
富士社（祭神 木花咲耶姫神）
以富士山为原型,用各种自然石砌成,明治四十四年竣工。山顶祭祀着富士社。
神明社(祭神 天照大御神)
平成2年重建。祭奉着日本人心灵故乡伊势神宫的大御神。
道祖神社(祭神 猿田彦神)
元禄13年(1700年)建造。天孙之际,因为指引着瓊瓊杵尊之路,祈祷出行平安,腿脚健康,供奉着草鞋。
水神社(祭神 罔象女神)
天保8年(1839年)建造。明治36年重建。建造前江户川经常发生洪灾,村民十分烦恼。于是人们向水神祈祷没有自然灾害。
金町招魂神社
昭和二十九年,感谢出征大东亚战争,为国捐躯的战士们,祭祀着金町遗族会的二百多个灵魂。

## 祭杂子
葛西神社是祭杂子的发祥地。祭杂子是一种民间艺术。关于起源没有具体文献，但是据说是享保年间，葛西神社的神官为了附和敬神的和歌，钻研曲调，教授给村里的年轻人，安慰神灵。1753年，关东代官伊左卫门希望天下太平五谷丰登，家庭和睦，少年有所作为，大力推行祭杂子。之后演变为每年各地都会举行葛西祭杂子表演比赛，优胜者可以参加神田神明将军家的祭祀活动而流行。

以及，葛西周边地区的有名人在神田祭上表演杂子，渐渐的神田的后代们也学会了杂子。之后，杂子逐渐繁盛，神田杂子，深川杂子，以及关东周边也受到影响，秩父，川越，石岗，以及东北地区，东海地区也衍生了不同流派的杂子、但是葛西杂子在嘉勇年间蒲和黑船事件的影响下一是衰退。1857年，虽然在神田祭上有复兴的迹象，但又因为幕府到明治维新时期的社会变迁再次衰落。时代的变迁和世人的爱好影响着祭杂子。

但是，因为社会的稳定葛西杂子从1884年神田神明大祭上博得田祭上有复兴的迹葛西田祭上有复兴的迹象。以及，这个时期小松村的神官秋元式弥为代表，极力复兴葛西杂子的的努力成果也有关系。第二次世界大战之后，就有许多有志之人在1951年成立了葛西杂子保存会，1953年，被列入非物质文化遗产。现在，葛西神社例大祭，11月的酉之市以及每月中旬的周日在神社内会有葛西杂子的演奏。

虽是题外话，葛西杂子这个名字是战后才被命名的，在大东亚战争之后，各地有志之士结成保护会之前，都是单单的以杂子称呼的。

## 酉市
葛饰区唯一的酉大人在11月的酉之日，来求取钉耙的参拜者热闹非凡，酉市的夜晚在神乐殿举办素人演艺大会，从二战以前就持续了很久，而且日本放送协会（NHK）的电视节目[NHK的骄傲]奉纳了初代的钟，时至今日也对钟的参加者们的歌唱实力进行审查。

## 古董市
每月第一个星期六的早上8点开始到傍晚,葛西神社青空古董市委员会举办青空古董市,多数店家参加。

## 參考圖片

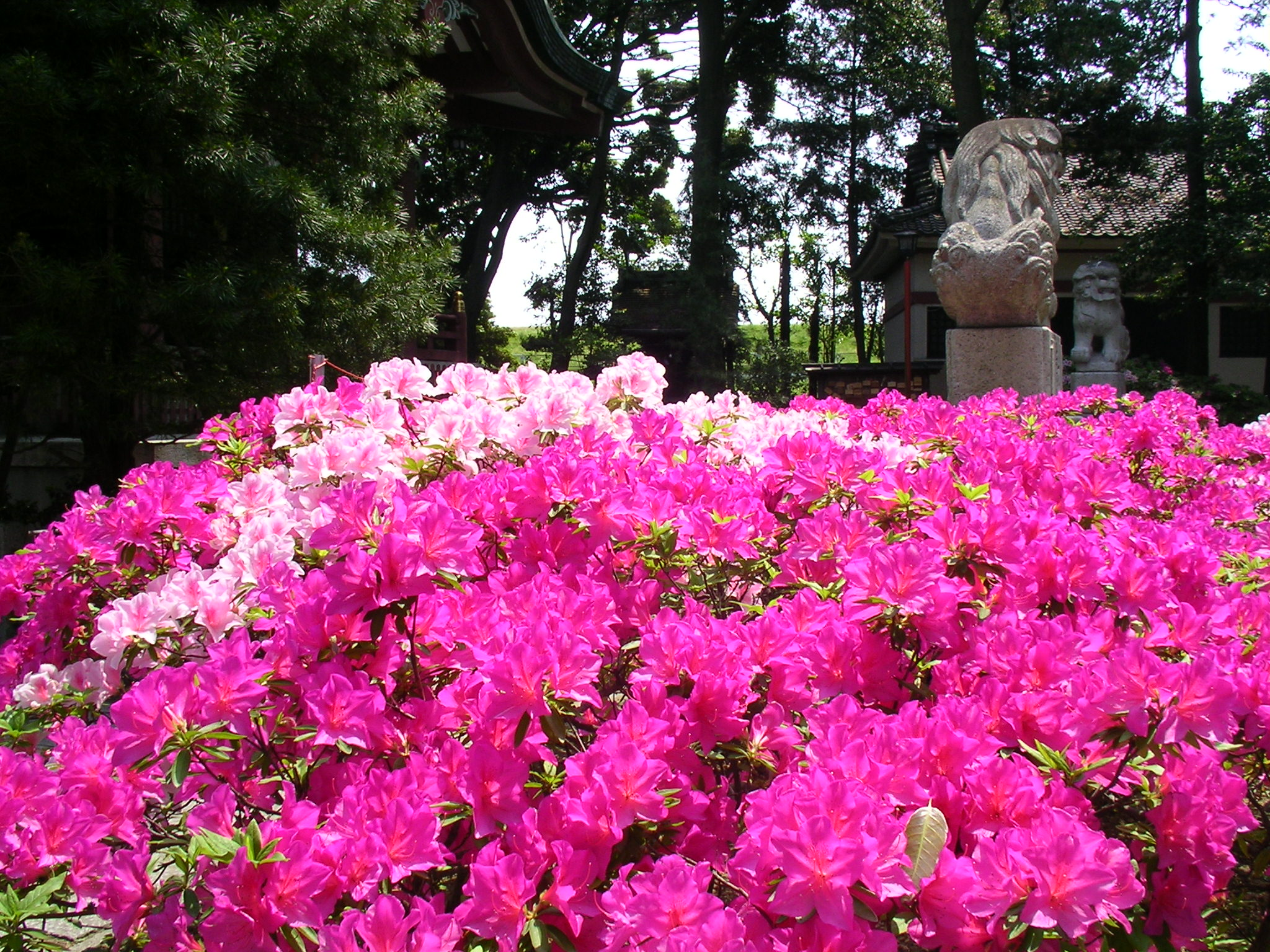
葛西神社境内杜鹃
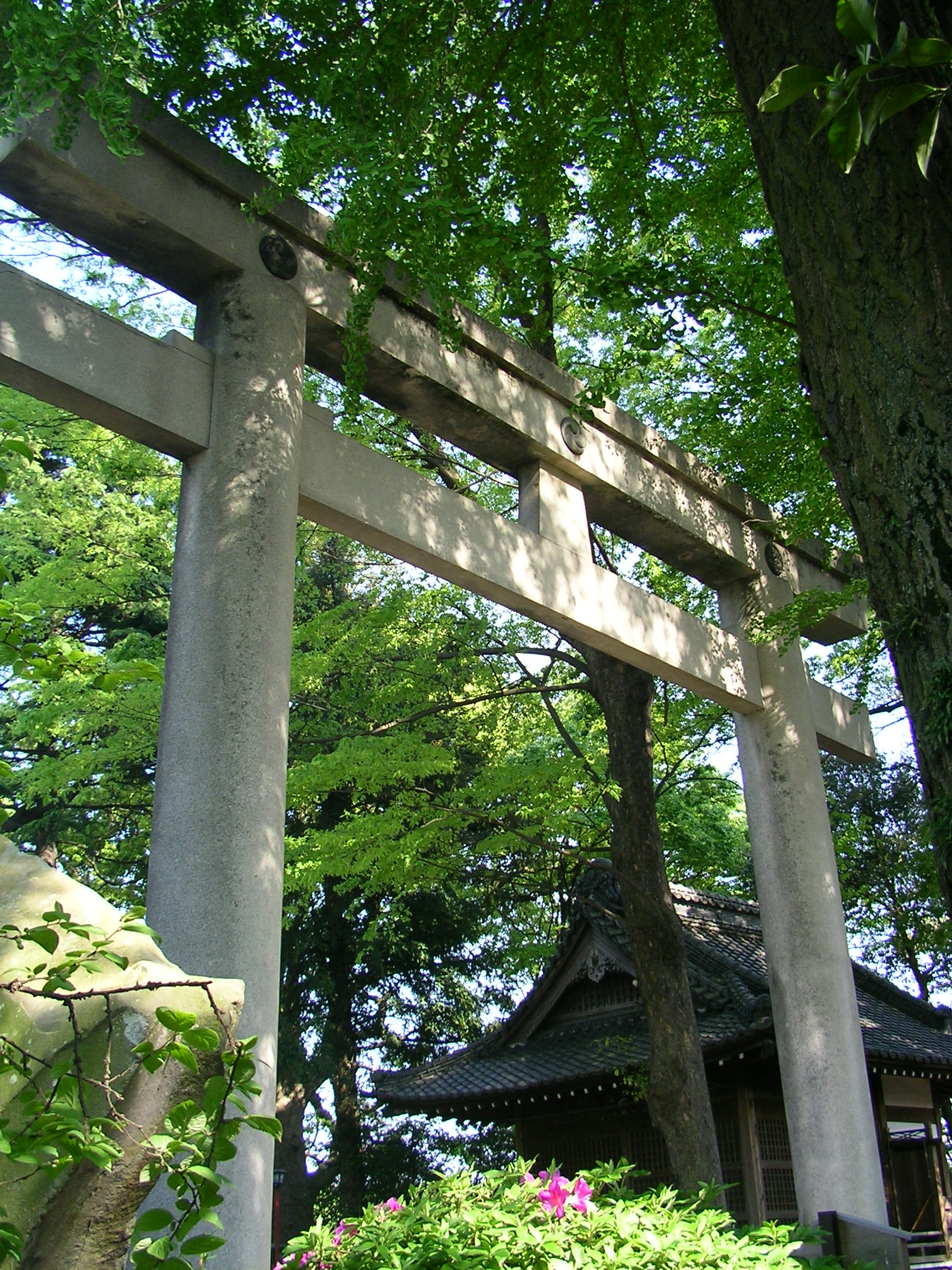
葛西神社大鸟居
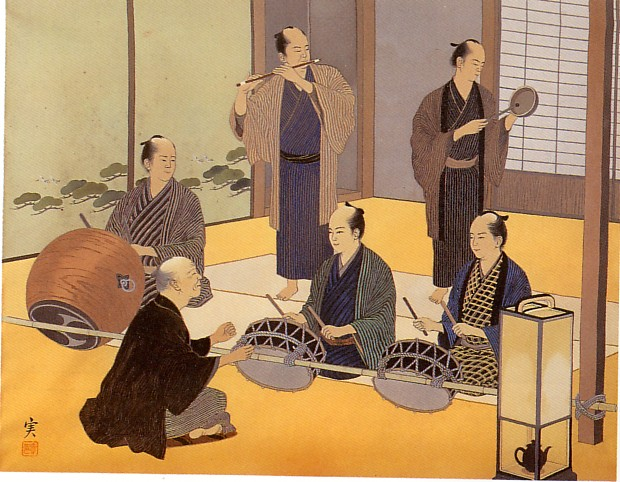
葛西杂子稽古图
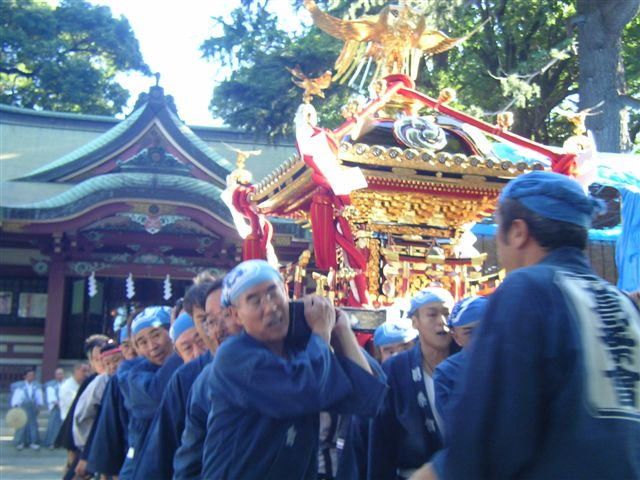
葛西神社宫神輿

## 文化遗产
- 板绘上色赤穗浪士攻入图
- 豊臣秀吉家臣.浅野长吉文书
- 钟馗石像
- 银杏
- 宫神輿